# Xanca cellablanca
La xanca cellablanca (Hylopezus ochroleucus) és una espècie d'ocell de la família dels gral·làrids (Grallariidae).

## Hàbitat i distribució
Viu a la selva pluvial del nord-est del Brasil des de Ceará cap a l'est fins Bahia.